# Edward Leamington Nichols
Pour les articles homonymes, voir Nichols.
Edward Leamington Nichols, né le 14 septembre 1854 à Royal Leamington Spa (Warwickshire, Angleterre, Royaume-Uni) et mort le 10 novembre 1937 à West Palm Beach (Palm Beach, Floride, États-Unis), est un physicien américain, fondateur, en 1893, de la revue scientifique Physical Review.

## Biographie
Edward Leamington Nichols est le fils d'Edward Willard Nichols, peintre paysagiste américain, et de son épouse, Maria Watkinson Nichols.
Nichols étudie à l'université Cornell d'Ithaca où il obtient, en 1875, son baccalauréat universitaire (Sc.B.).
En 1875-1876, il étudie à l'université de Leipzig avec Gustav Heinrich Wiedemann. En 1876-1878, il étudie à l'université Frédéric-Guillaume de Berlin avec Hermann von Helmholtz. Il obtient un doctorat (Ph.D.) en 1879 à l'université George-Auguste de Göttingen.
En 1879-1880, il est chercheur postdoctoral à l'université Johns-Hopkins de Baltimore, où il assiste Henry Augustus Rowland.
Entre 1880 à 1881, il travaille au laboratoire de Menlo Park de Thomas Edison pour lequel il développe un photomètre.
En 1881, il épouse Ida Mae Preston.
Il devient, en 1881, professeur de physique et de chimie à l'université du Kentucky, puis professeur de physique et d'astronomie à l'université du Kansas en 1883 et professeur de physique à l'université Cornell en 1887. En 1905, favorable aux femmes en physique, il fait des recherches avec Frances Wick sur la luminescence.
En 1883, il fonde la Physical Review.
Il meurt le 10 novembre 1937 à West Palm Beach. Il est inhumé au South Dover Rural Cemetery de Wingdale.

## Honneurs et distinctions
En 1901, Nichols est élu membre de la National Academy of Sciences (NAS).
En 1904, l'American Academy of Arts and Sciences lui décerne le prix Rumford.
En 1906, l'université de Pennsylvanie lui remet le diplôme honorifique de Legum Doctor (LL.D.).
En 1907, il est le président de l'American Association for the Advancement of Science (AAAS) et, en 1907 et 1908, celui de l'American Physical Society (APS).
En 1916, il devient membre honoraire de l'Optical Society (OSA).
En 1927, le Franklin Institute lui remet la médaille Elliott Cresson.
En 1929, l'Optical Society lui remet la médaille Frederic Ives.
Il collabore avec le National Bureau of Standards (NBS).